# فابیو آرو
فابیو آرو (ایتالیایی: Fabio Aru؛ زادهٔ ۳ ژوئیهٔ ۱۹۹۰) یک دوچرخه‌سوار اهل ایتالیا است.
از افتخارات وی میتوان به کسب مدال نقره جیرو دیتالیا ۲۰۱۵ اشاره کرد.

## نگارخانه

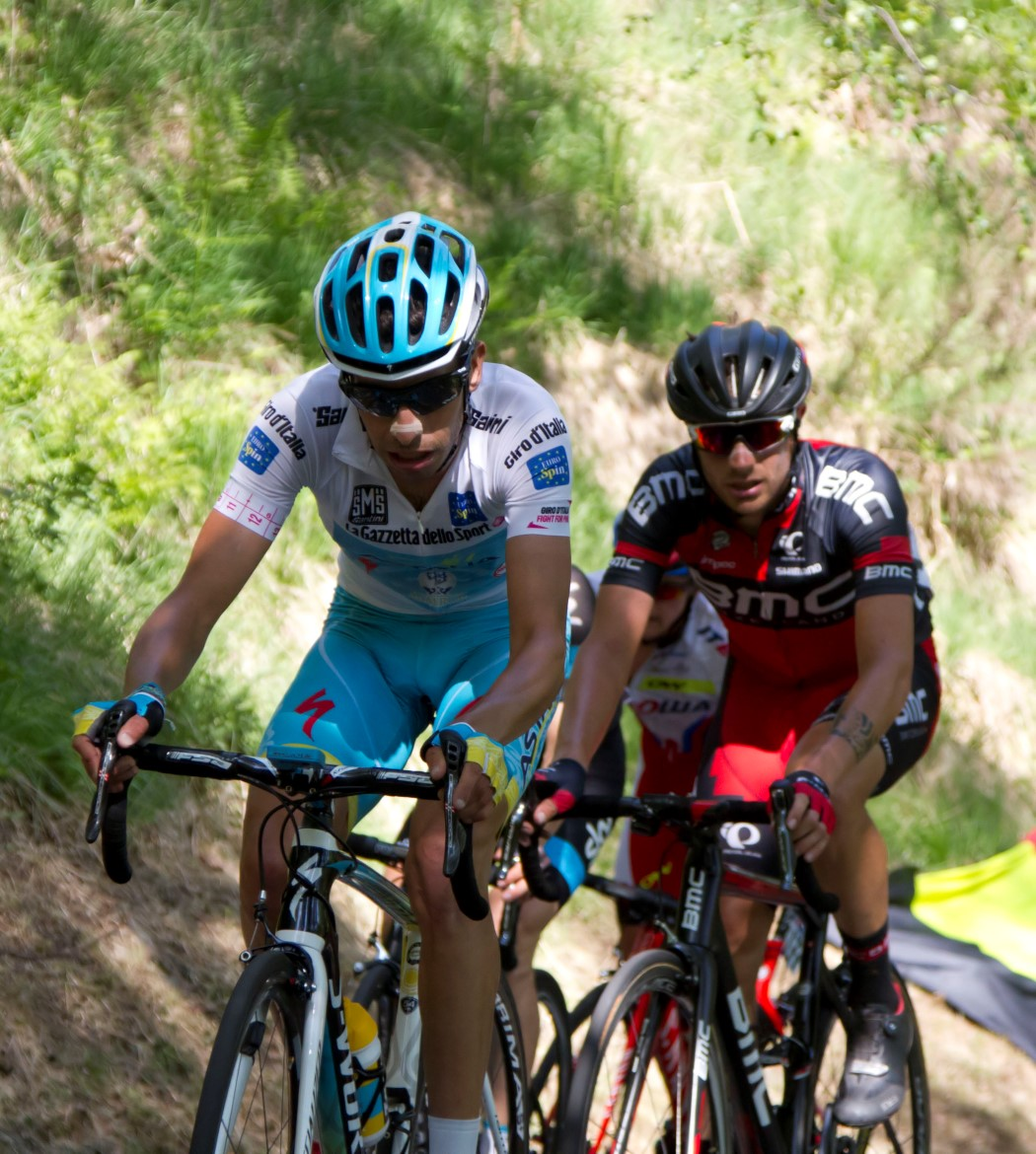
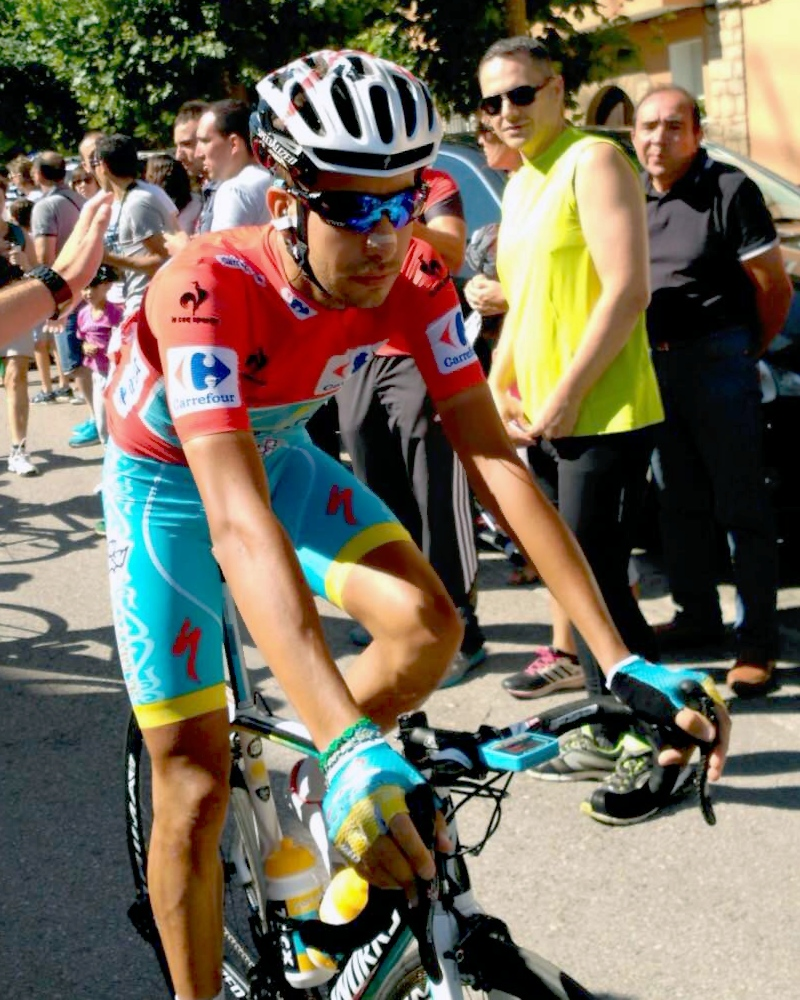